# 타카야마 미나미
타카야마 미나미(高山みなみ, 1964년 5월 5일 ~ )는 일본의 여성 성우이자 일본 2인조 음악 그룹 TWO-MIX의 메인 보컬이다. 본명은 아라이 이즈미(新井 泉)다. 도쿄도 아다치구에서 태어났으며 현재 81 프로듀스 소속이다. 미스터 아짓코, 마녀 배달부 키키, 즐거운 무밍가족의 모험일기, 닌자보이 란타로, 야이바, 명탐정 코난 등 여러 작품에서 주인공 역을 맡았다. 2005년 명탐정 코난 만화가였던 아오야마 고쇼와 결혼하였으나, 2007년에 이혼하였다.

## 출연작품
굵은 글씨는 주역 또는 메인 캐릭터

### TV애니메이션
1987년
- 미스터 아짓코(아시요시 요이치)

1988년
- 맛의 달인(유메토 테르에)
- 소공녀 세디(로이)
- 날아라!앙팡맨（카미나리 탄、카이토군 외）
- 마신영웅전 와타루

1989년
- 오핫짱 마군(체르바)
- 시티 헌터3(아사오카 아키라)
- 대쉬 욘쿠로(무카아스 아오이)
- 마동왕 그랑조트(가이)
- 란마1/2 란마1/2열투편(텐도 나비키)

1990년
- NG기사 라무네&40(간프)
- 즐거운 무민 일가/즐거운 무민 일가: 모험일기 (무민트롤(무민))
- 매지컬☆타루루토군(에도시우 폰마루)
- 마법의 프린세스 밍키모모(엘무 / 타지마)
- 모레츠아 타로（켄방）

1991년
- 호리(카오리/잔디)

1992년
- 유유백서(무쿠로)
- 짱구는 못말려(미숙(케이코))

1993년
- 닌타마 란타로(란타로)
- 검용전설 야이바(쿠로가네 야이바)

1994년
- 가라오케 전사 마이크 지로(스즈키 지로)
- 마법기사 레이어스(아스코트)

1996년
- 천공의 에스카플로네(디란두)
- 뿡야뿡야 왕바우(오부 마사루)
- 명탐정 코난(에도가와 코난)

2001년
- 샤먼킹(아사쿠라 하오)
- 마법전사 리우이(지니)

2002년
- 미래전사 오공(미온)

2004년
- 오늘부터 마왕!(폰 카베르니코프 경 아니시나)

2005년
- 오늘부터 마왕!2기(폰 카베르니코프 경 아니시나)
- 도라에몽(비실이의 엄마)

2006년
- 디 그레이맨(아니타)
- 수왕성(토르)

2007년
- 오늘부터 마왕!R(폰 카베르니코프 경 아니시나)
- 기동전사 건담 00(더블오) First season(카티 마네킨)
- 게게게의 키타로(ゲゲゲの鬼太郎)(키타로)

2008년
- 오늘부터 마왕!3기(폰 카베르니코프 경 아니시나)
- 기동전사 건담 00(더블오) Second season(카티 마네킨)

2009년
- 강철의 연금술사: 브라더후드(엔비)

2010년
- 디지몬 크로스워즈(쿠도 타이키)
- 하트캐치 프리큐어!(다크 프리큐어)

2011년
- 디지몬 크로스워즈(쿠도 타이키)

2015년
- 원펀맨(동제)

2016년
- 단간론파3: The end of 키보가미네 학원(히나타 하지메, 카무쿠라 이즈루)

### 극장용 애니메이션
- 포카혼타스 (1995년 영화)(나코마)
- 에스카플로네(디란두)
- 디지몬 제볼루션(돌몬)
- 기동전사 건담 00(더블오)~A wakening of the Trailblazer~(카티 마네킨)
- 명탐정 코난: 전율의 악보(에도가와 코난)
- 명탐정 코난: 절해의 탐정(에도가와 코난)
- 명탐정 코난: 코난 실종사건 ~사상 최악의 이틀~(에도가와 코난)
- 명탐정 코난: 화염의 해바라기(에도가와 코난)
- 명탐정 코난 에피소드 “원” 작아진 명탐정(에도가와 코난)
- 명탐정 코난: 진홍의 연가(에도가와 코난)
- 명탐정 코난: 제로의 집행인(에도가와 코난)
- 명탐정 코난: 감청의 권(에도가와 코난)
- 명탐정 코난: 비색의 부재증명(에도가와 코난)
- 명탐정 코난: 흑철의 어영(에도가와 코난)
- 명탐정 코난: 100만 달러의 오릉성(에도가와 코난)
- 명탐정 코난: 시한장치의 마천루(에도가와 코난)
- 명탐정 코난: 할로윈의 신부(에도가와 코난)
- 거울 속 외딴 성(마사무네)
- 극장판 닌자보이 란타로: 도쿠타케 닌자대 최강의 군사(란타로)

### 게임
- 록맨 X7 (액셀)
- 록맨 X8 (액셀)
- 슈퍼단간론파2 ~안녕 절망학원~ (히나타 하지메) - 2012년
- 신 광신화 파르테나의 거울 (피트, 블랙 피트)
- 붕괴3rd (후카,슝케)